# گورستان قواخ
گورستان قواخ مربوط به اواسط هزاره دوم قبل از میلاد است و در شهرستان مانه و سملقان، بخش مانه، دهستان اترک، ۲ کیلومتری شمال غرب روستای کوشکی کیکانلو واقع شده و این اثر در تاریخ ۱۸ شهریور ۱۳۸۷ با شمارهٔ ثبت ۲۳۱۷۷ به‌عنوان یکی از آثار ملی ایران به ثبت رسیده است.